# Ahurján
Az Ahurján (örményül: Ախուրյան, törökül: Arpaçay, oroszul: Ахурян vagy Арпачай, azeriül: Qərbi Arpaçay) folyó a  Kaukázustól délre. Örményországban ered és átfolyik az Arpi-tavon, majd a lezárt örmény-török határ mentén halad, ahol a két állam közötti földrajzi határ részét képzi, amíg Bagaran mellett bal oldali mellékfolyóként az Arakszba nem torkollik. Az Ahurján hossza 186 km, vízgyűjtő területe pedig 9670 km2.

## Történelme
A folyó környéke már évezredek óta lakott, és az örménység egyik legfontosabb területének számított, partján állt Örményország történelmi fővárosai közül Ani, Bagaran, Jervandaszat és Jerazgavors.
Amikor a bizánci hadsereg 1041-ben Sirak tartományba érkezett, helyi örmény nemesek (naharárok) gyülekeztek ellenük Vahram Pahlavouni parancsnoksága alatt. Vahram ezután kiválasztott egy 30 000 gyalogosból és 20 000 lovasból álló sereget, amely három hadosztályt alkotott, és amelyek a bizánciak ellen harcoltak. Csata bontakozott ki, amelyben a betörő ellenséget lemészárolták a védők. A harc annyira heves volt, hogy az Ahurján folyóba ömlő vér a legenda szerint teljesen vörösre színezte annak vizét. A bizánciak 21 000 embert veszítettek a csatában. Ez a győzelem lehetővé tette, hogy Vahram Pahlavuni és Péter katolikosz együtt megkoronázhassa II. Gagikot örmény királlyá, majd később elfoglalja Ani erődjét, amely addig Vest Sarkis kezében volt. 1045-ben azonban IX. Kónsztantinosz bizánci császár seregei elfoglalták a folyó menti fővárost, ezzel egy időre véget vetve a középkori örmény államiságnak.
Az Ahurján felett egykor több középkori híd is átívelt. Ani városának hídja a Bagratida-dinasztia idejéig nyúlik vissza. Valószínűbb, hogy a XIII. századra nyúlik vissza. A közelben talált felirat szerint a 14. század elején a híd megközelítésénél építési munkálatokat végeztek. A híd egyetlen íve később összeomlott, és csak a magas oszlopok maradtak meg belőle, amelyek talán egy megerősített kapu részei lehettek. A 19. századi utazók egy híd melletti őrházról számoltak be, de ez azóta nyomtalanul eltűnt. A híd újjáépítésére nincs esély, mivel romjai az örmény-török határ két oldalán állnak, amelyet már évtizedek óta szigorúan lezártak.

## Galéria

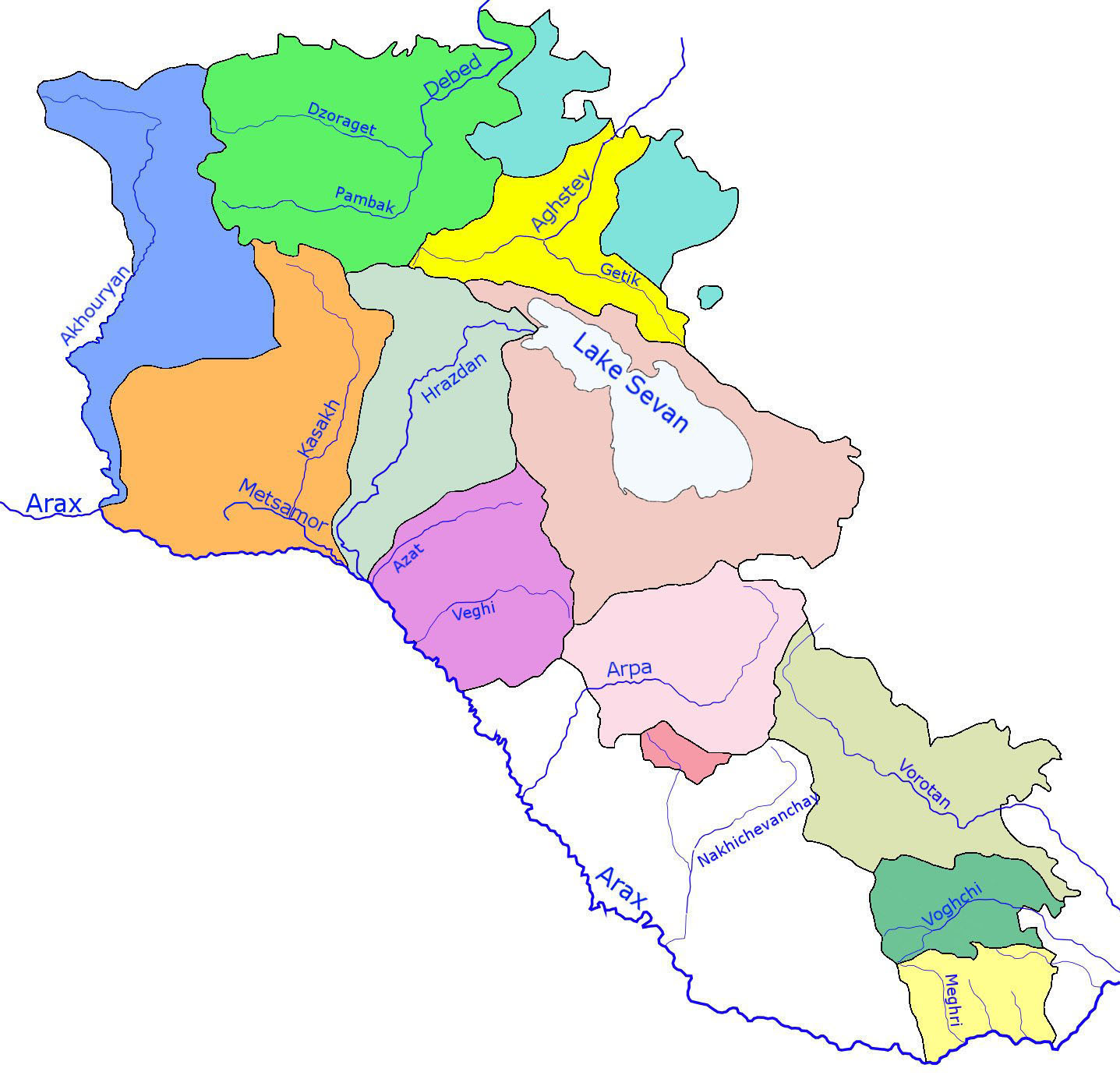
Az Ahurján örményországi vízgyűjtő területe (sötétkék)
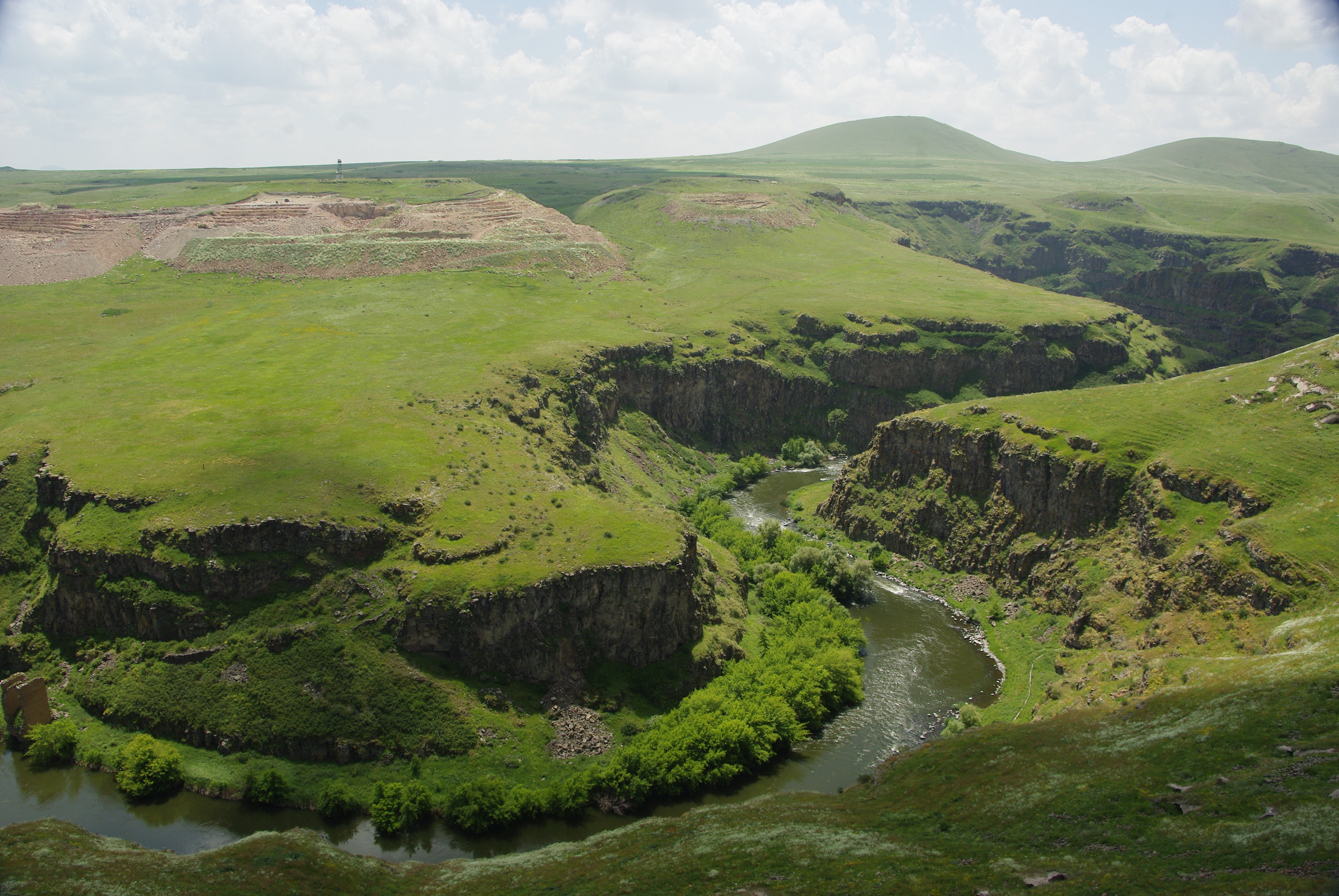
A folyó látványos szurdokvölgye
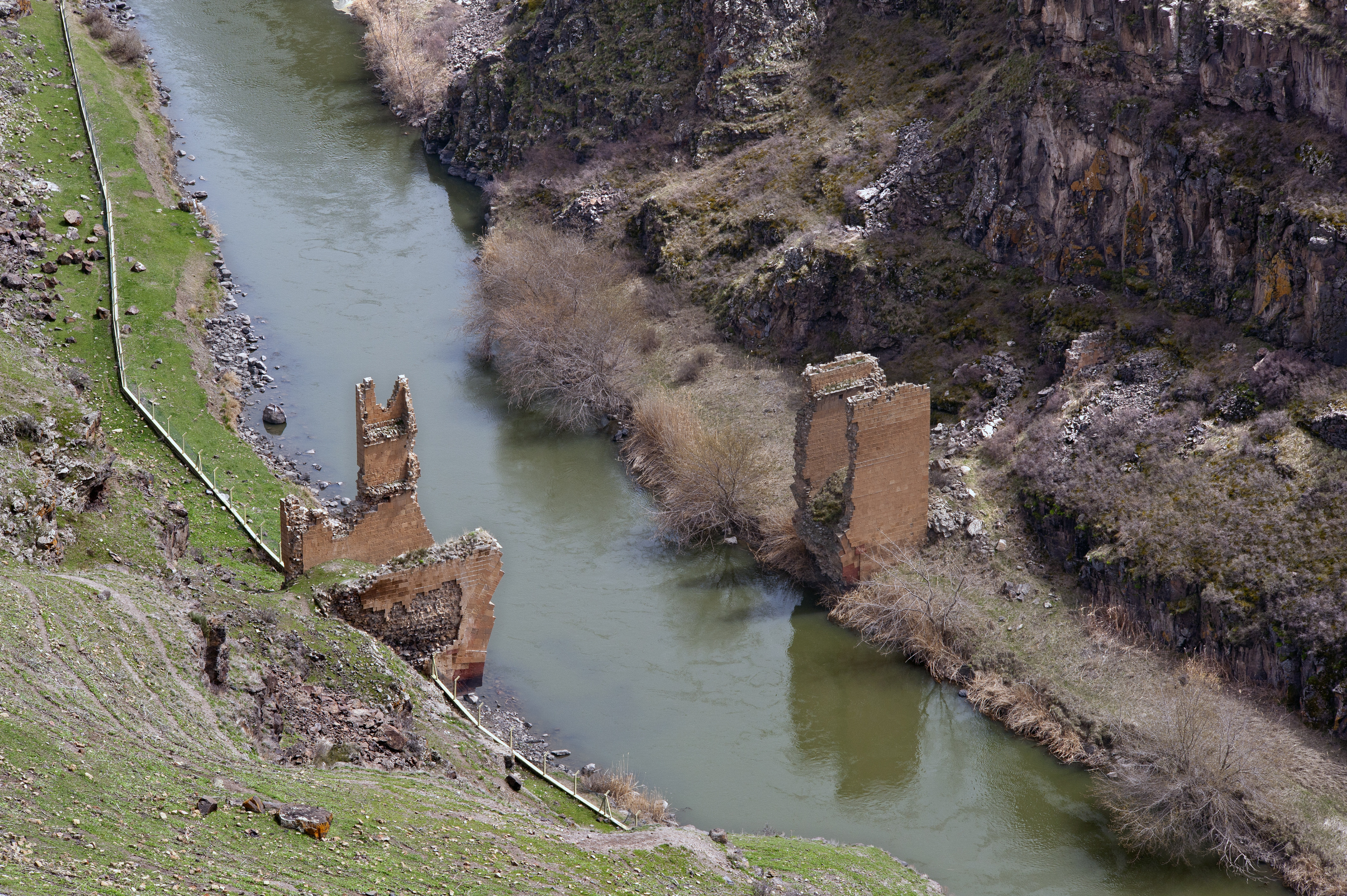
Ani elpusztult ősi hídja
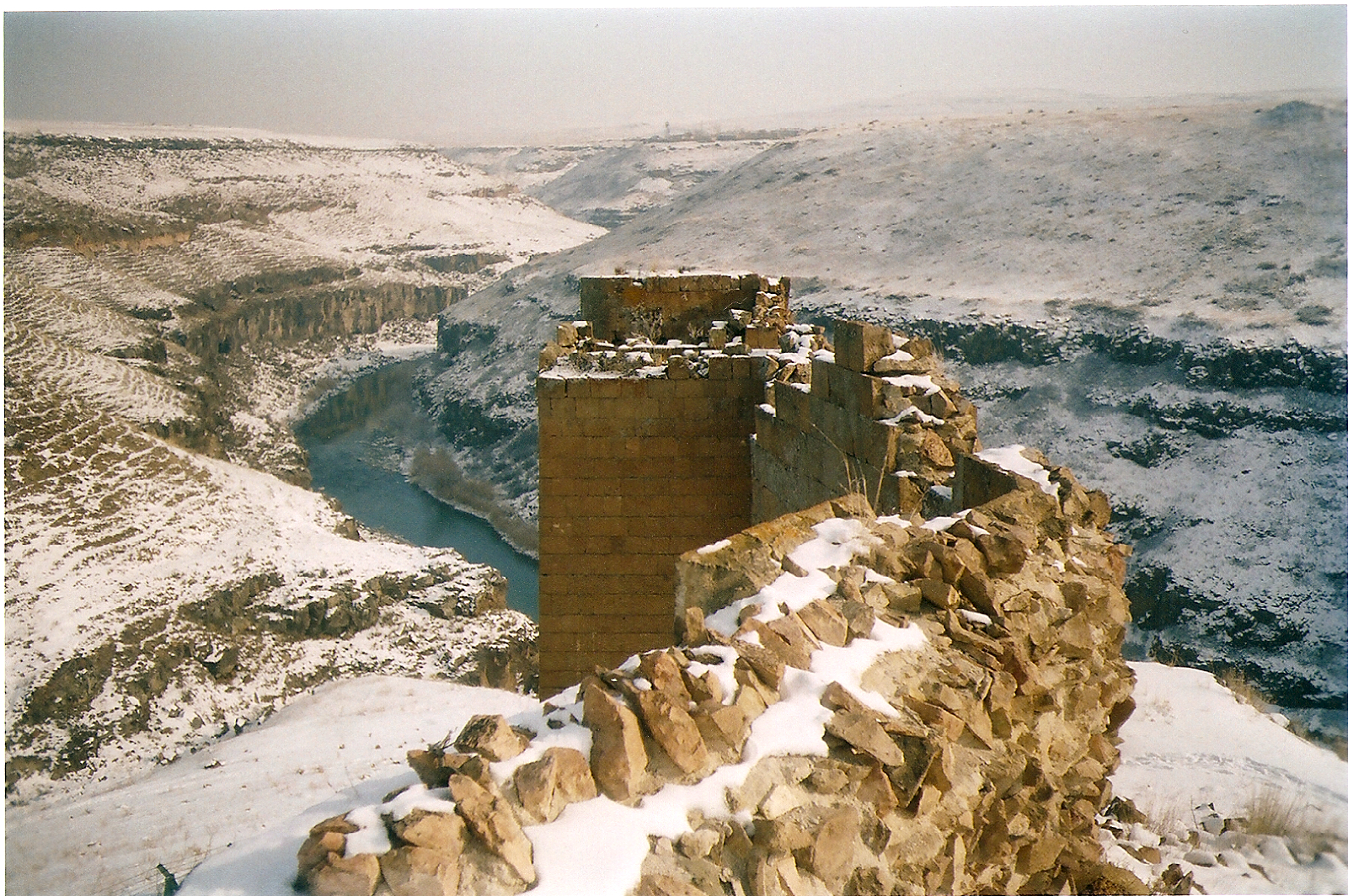
Ani folyóvölgyre néző falmaradványai
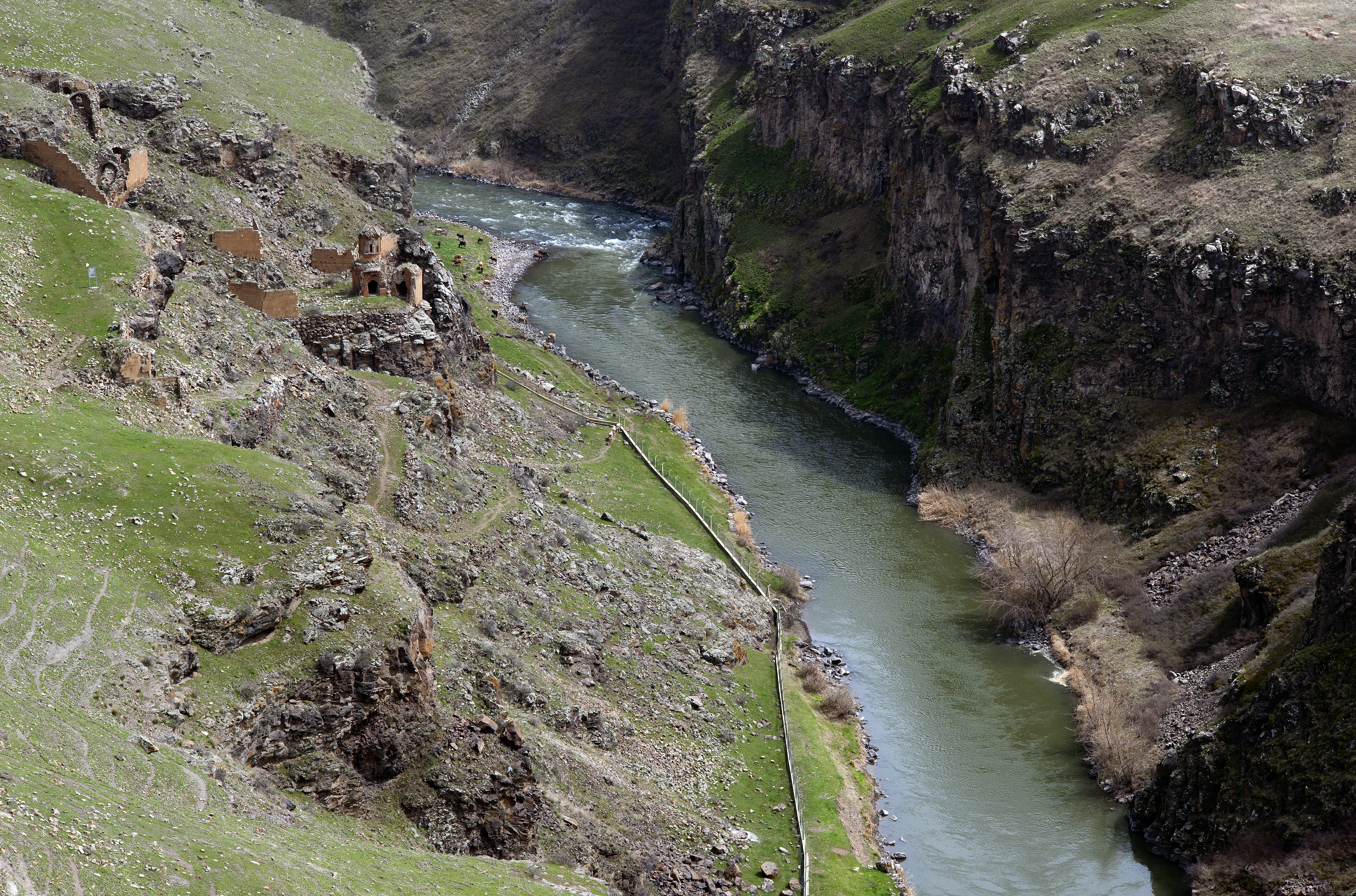
Part menti örmény kolostorrom, középen a török határkerítés
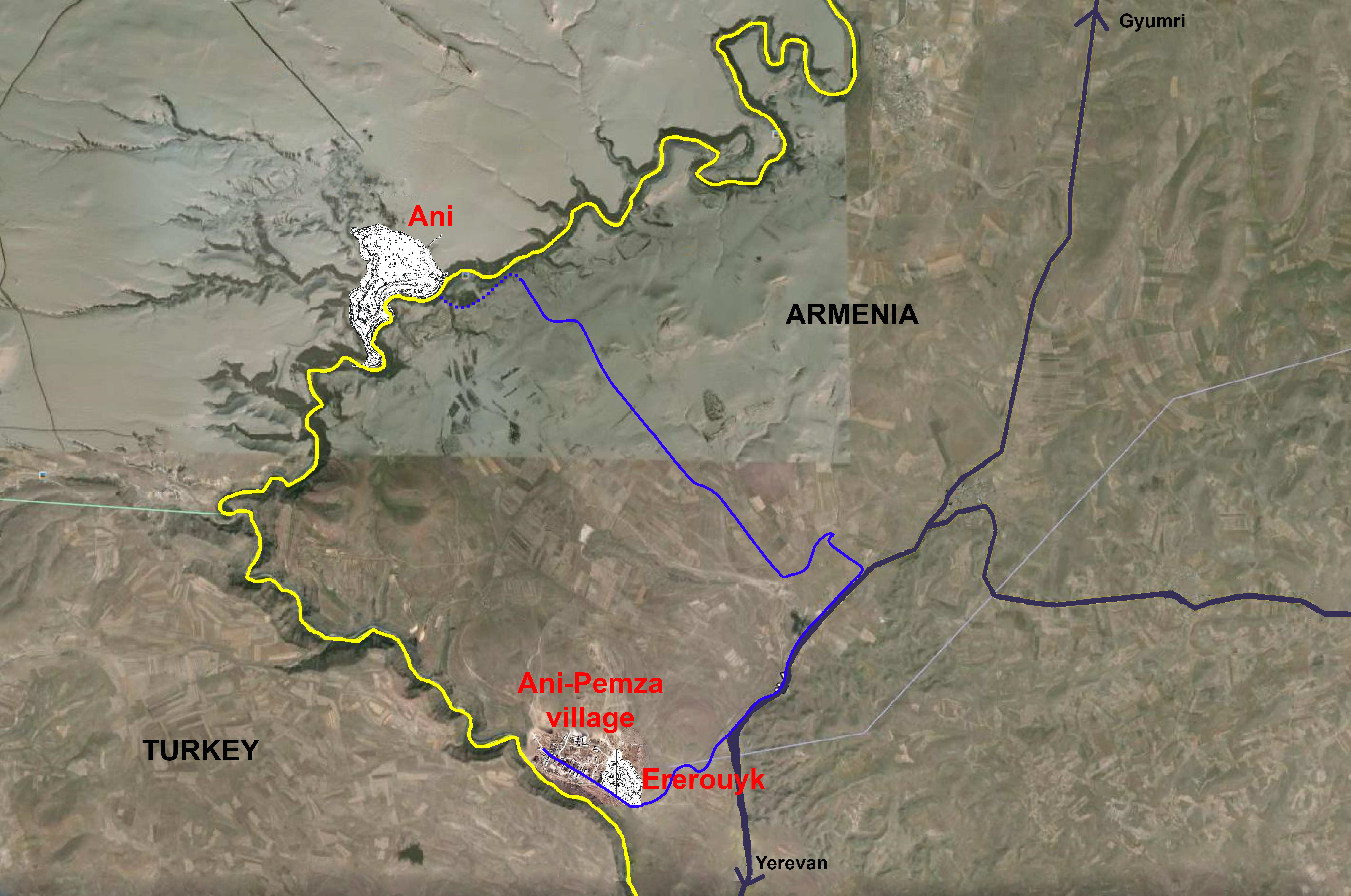
A folyó menti jelentősebb romvárosok elhelyezkedése
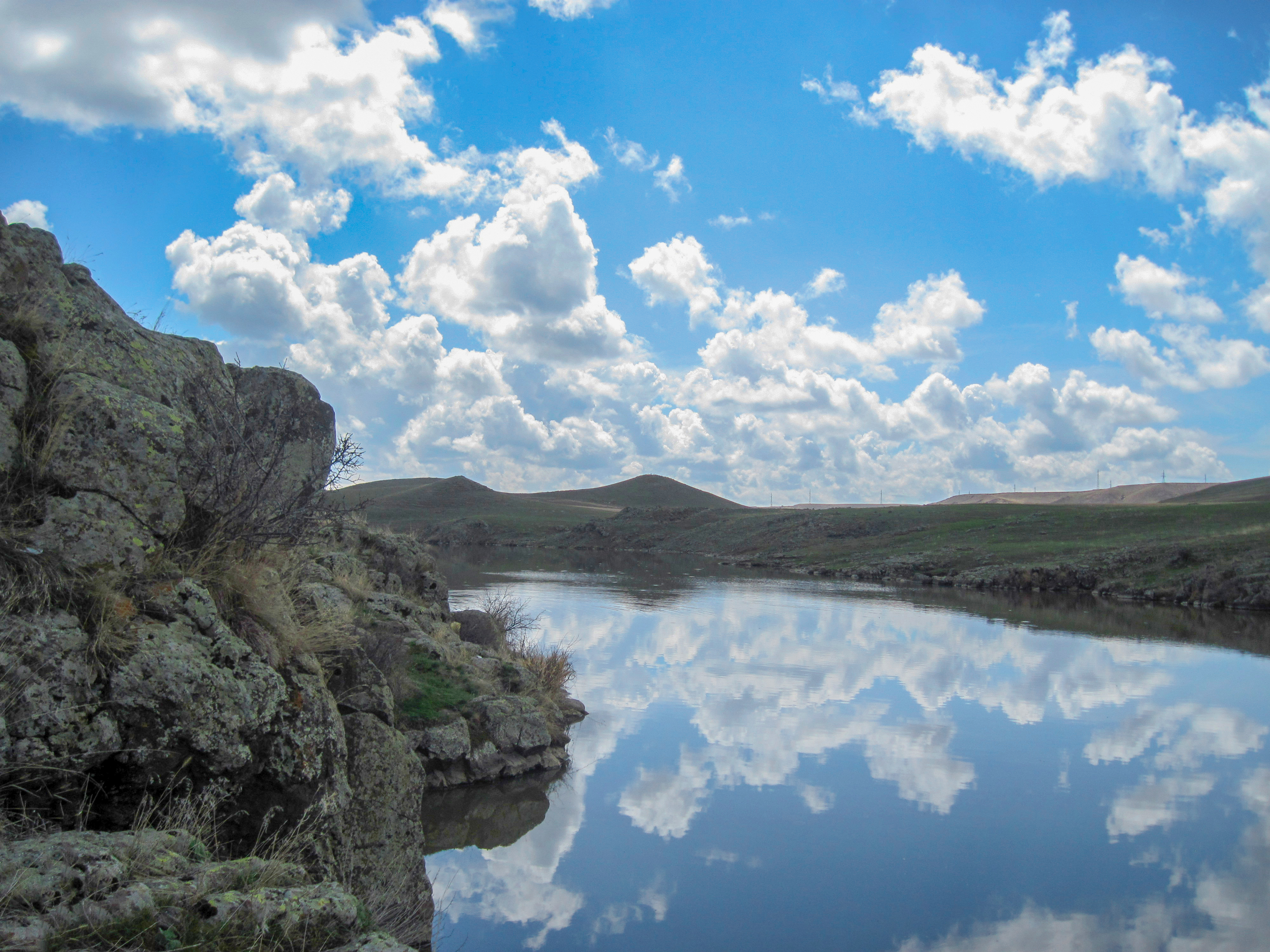
Az alsó szakasz

## Fordítás
- Ez a szócikk részben vagy egészben  az   Akhuryan (river) című angol Wikipédia-szócikk ezen változatának fordításán alapul.  Az eredeti cikk szerkesztőit annak laptörténete sorolja fel. Ez a jelzés csupán a megfogalmazás eredetét és a szerzői jogokat jelzi, nem szolgál a cikkben szereplő információk forrásmegjelöléseként.